# Antonius van Loon
Antonius van Loon (Arnhem, 25 giugno 1888 – Arnhem, 3 novembre 1962) è stato un tiratore di fune olandese.

## Biografia
Ha partecipato ai giochi olimpici di Anversa del 1920, dove ha vinto la medaglia d'argento nel tiro alla fune con la squadra olandese, vincendo nella finale per secondo/terzo posto contro la squadra belga.
È il fratello dell'olimpionico Willem van Loon.

## Palmarès
In carriera ha conseguito i seguenti risultati:
- Giochi olimpici

Anversa 1920: argento nel tiro alla fune.